# Daniel Estulin
Daniel Estulin, né le 29 août 1966 à Vilnius, République socialiste soviétique de Lituanie en URSS, est un essayiste et conférencier d’origine lituanienne. Ses essais et ses interventions se focalisent sur le Groupe Bilderberg, qu'il qualifie de « maîtres du monde ». Proche de l’extrême droite américaine, il fait partie de la sphère complotiste et est dénoncé pour cela par Conspiracy Watch.

## Biographie et théories du complot
Idéologiquement proche de Lyndon LaRouche, Daniel Estulin est un ancien rédacteur du journal d’extrême droite American Free Press et un collaborateur du présentateur de radio américain Alex Jones. Il a publié un ouvrage sur le groupe Bilderberg, intitulé La véritable histoire des Bilderbergers (titre original : Los Secretos del Club Bilderberg), édité en plus de quarante langues, « best-seller de la littérature conspirationniste contemporaine ». Selon Conspiracy Watch, l'auteur affirme dénoncer un plan de réduction de la population mondiale par le biais d'une famine organisée par un « gouvernement mondial » occulte,.
Durant l'été 2010, il dédicace son livre à l'ancien dirigeant cubain Fidel Castro lors d'une rencontre à La Havane, puis répond à une invitation officielle du régime vénézuélien de Hugo Chávez afin de participer à un cycle de conférences sur le Club Bilderberg. Après avoir vécu au Canada, Estulin s'installe en Espagne en présentant ce changement de cadre comme un « exil » propre à assurer sa sécurité,.
Par ailleurs, Estulin voit la main de la franc-maçonnerie dans les attentats du 11 septembre 2001.

## Œuvres

### Français
- La véritable histoire des Bilderbergers.
- Qui nous affame ? De la crise financière à la famine organisée.

### Anglais
- (en) The True Story of the Bilderberg Group, Walterville, OR, Trine Day, 2007, 2e éd., 398 p. (ISBN 978-0-9799886-2-2, OCLC 223910265, LCCN 2009923027)
- (en) Shadow masters : how governments and their intelligence agencies are working with drug dealers and terrorists for mutual benefit and profit, Walterville, OR, Trine Day, 2010, 1re éd., 357 p., poche (ISBN 978-0-9799886-1-5, OCLC 262887238, LCCN 2009943670)

### Espagnol
- (es) La verdadera historia del Club Bilderberg, Barcelone, Espagne, Ediciones del Bronce, 2005, 1re éd., 296 p. (ISBN 978-84-8453-157-9, OCLC 63698227)
- (es) Los secretos del club Bilderberg, Barcelone, Espagne, Ediciones del Bronce, 2006, 1re éd. (ISBN 978-84-8453-168-5, OCLC 71820977)
- (es) Los señores de las sombras : la verdad sobre el tejido de intereses ocultos que decide el destino del mundo, Barcelona, Spain, Ediciones del Bronce, 2007, 1re éd. (ISBN 978-84-8453-175-3, OCLC 180755167)
- (es) Conspiracion Octopus : Octopus Conspiracy, Barcelone, Espagne, Ediciones del Bronce, 2010, 1re éd., 296 p. (ISBN 978-84-8453-157-9, OCLC 607977409)
- El club de los inmortales. Ediciones B. 11 septembre 2013.  (ISBN 978-84-666-5308-4)
- El instituto Tavistock. Ediciones B, 16 novembre 2011.  (ISBN 978-84-666-4750-2)
- Desmontando WikiLeaks. Ediciones del Bronce, 15 juin 2011.  (ISBN 978-84-8453-193-7)
- El imperio invisible. Ediciones del Bronce, 15 février 2011.  (ISBN 978-84-8453-189-0)
- La historia definitiva del Club Bilderberg. Ediciones del Bronce, 2008.  (ISBN 978-84-8453-185-2)
- Los señores de las sombras: la verdad sobre el tejido de intereses ocultos que decide el destino del mundo. Ediciones del Bronce, 2007.  (ISBN 978-84-8453-175-3)
- Sabiduría china para hablar en público. CIE Inversiones Editoriales Dossat-2000, 2003.  (ISBN 978-84-89656-71-0)
- Cómo realizar con éxito presentaciones en público. Instituto Superior de Técnicas y Prácticas Bancarias, 2001.  (ISBN 84-95525-11-9)
- High impact presentation techniques. édité par Daniel Estulin, 1999.  (ISBN 84-605-8895-5)

### DVD vidéo
- Grant R Jeffrey, Katherine Albrecht, G. Edward Griffin, Daniel Estulin, Gary H. Kah, Chuck Missler, Joan Veon, Bradley S O'Leary, Shadow government : how the global elite plan to destroy democracy and your freedom, Cloud Ten Pictures, 2009. (OCLC 466168154)